# Joni James
Pour les articles homonymes, voir James.
Joni James (née Giovanna Joan Carmella Babbo, le 22 septembre 1930 à Chicago et morte le 20 février 2022 à West Palm Beach) est une chanteuse américaine de musique pop traditionnelle.

## Biographie
Joni James est née à Chicago, de parents d'origine italienne. Pendant son adolescence, elle prend des cours de comédie et de ballet. Après avoir obtenu son diplôme, elle rejoint une troupe de danse pour une tournée au Canada. Elle travaille ensuite comme danseuse à l'hôtel Edgewater Beach de Chicago.
Des agents de la Metro-Goldwyn-Mayer la repèrent alors qu'elle joue dans une publicité et, en 1952, elle signe un contrat avec la compagnie. Son premier tube, Why Don't You Believe Me?, se vend à plus de deux millions de copies. Elle enchaîne alors une série de succès tels que Your Cheatin' Heart ou Have You Heard?.
Elle est la première chanteuse américaine à enregistrer dans les studios Abbey Road de Londres, où elle réalise cinq albums.
Joni James a signé sept top 10 dans le classement américain Billboard Hot 100 : Why Don't You Believe Me? (1952), Have You Heard?, Your Cheatin' Heart, My Love, My Love et Almost Always en 1953 ; How Important Can It Be? et You Are My Love en 1955. Seize autres chansons sont entrés dans le top 40 du Billboard Hot 100. Selon son site officiel, Joni James a vendu plus de 100 millions de disques durant sa carrière.
Joni James possède une étoile sur le Hollywood Walk of Fame.